# ウィリアム・レッドフィールド
ウィリアム・レッドフィールド（William Redfield,  1927年1月26日 - 1976年8月17日）は、アメリカ合衆国の俳優である。

## 来歴
1927年、ニューヨーク市生まれ。ビリー・レッドフィールド名義で1936年にブロードウェイ舞台で子役デビュー。1938年には同じくブロードウェイ舞台のオリジナル版『わが町』へも出演した。その後もブロードウェイ俳優として多数の舞台作品へ出演してキャリアを重ね、1939年に『Back Door to Heaven（原題）』で映画デビュー。俳優養成学校の名門アクターズ・スタジオで演技力に磨きをかけ、1950年代からテレビや映画などコンスタントに出演作を増やしていった。
1966年にはSF映画の『ミクロの決死圏』へ出演。劇中ではキャプテン役を演じた。1976年にはジャック・ニコルソン主演のドラマ映画『カッコーの巣の上で』へ出演し、精神病院の入院患者の一人を演じている。

### 私生活
1976年8月17日、白血病のため、ニューヨーク市にて死去。49歳だった。

## 出演作品

### 映画
- Back Door to Heaven (1939)
- 宇宙征服 Conquest of Space (1955)
- 誇りと冒涜 The Proud and Profane (1956)
- I Married a Woman (1958)
- The Connection (1961)
- ハムレット Hamlet (1964)
- Pão de Açúcar (1964)
- モリツリ/南太平洋爆破作戦 Morituri (1965)
- 砦の29人 Duel at Diablo (1966)
- ミクロの決死圏 Fantastic Voyage (1966)
- All Woman (1967)
- The Sidelong Glances of a Pigeon Kicker (1970)
- おかしな求婚 A New Leaf (1971)
- 男と女のあいだ Such Good Friends (1971)
- ホット・ロック The Hot Rock (1972)
- またまたおかしな大追跡 For Pete's Sake (1974)
- 狼よさらば Death Wish (1974)
- カッコーの巣の上で One Flew Over the Cuckoo's Nest (1975)
- Mr.ビリオン Mr. Billion (1977)

### テレビドラマ
- アクターズ・スタジオ Actor's Studio (1948 - 1949)
- Pulitzer Prize Playhouse (1951)
- テイルズ・オブ・トゥモロー Tales of Tomorrow (1952)
- クラフト・テレビジョン・シアター Kraft Television Theatre (1952, 1958)
- Armstrong Circle Theatre (1952 - 1963)
- Jimmy Hughes, Rookie Cop (1953)
- Mr. Citizen (1955)
- アルコア・アワー The Alcoa Hour (1955)
- The United States Steel Hour (1954, 1955)
- スタジオ・ワン Studio One (1956, 1957)
- The Kaiser Aluminum Hour (1957)
- ヒッチコック劇場 Alfred Hitchcock Presents (1957, 1958, 1961)
- ジェネラル・エレクトリック・シアター General Electric Theater (1958)
- ガンスモーク Gunsmoke (1961)
- Great Ghost Tales (1961)
- 裸の町 Naked City (1961)
- Mr. Broadway (1964)
- 奥さまは魔女 Bewitched (1965)
- モード Maude (1972, 1975)
- おかしな二人 The Odd Couple (1974)
- Rich Man, Poor Man - Book II (1976)